# Paul Schlatter
Paul Schlatter (* 12. Mai 1905 in Karlsruhe; † 25. August 1991 in Heidelberg) war ein deutscher Rechtsanwalt und Sportförderer, der in der Nachkriegszeit wesentlich am Aufbau der Rechtsanwaltskammer Karlsruhe sowie einer unabhängigen Rechtspflege nach der Herrschaft der Nationalsozialisten in Baden-Württemberg mitwirkte. Darüber hinaus war er insbesondere als Förderer des Vereinswesens in Heidelberg tätig und veröffentlichte zahlreiche juristische Publikationen.

## Leben und Beruf
Paul Schlatter wurde 1905 als Sohn des Steuerrats Johann Schlatter geboren. Als Siebenjähriger kam er nach Heidelberg und legte 1923 am Kurfürst-Friedrich-Gymnasium Heidelberg sein Abitur ab. Bereits als Schüler wurde er 1922 Heidelberger Rugbymeister, in den Jahren 1927/28 gewann er die deutsche Rugbymeisterschaft.
Schlatter absolvierte zunächst eine Lehre bei der rheinischen Creditbank, bevor er das Studium der Rechtswissenschaften aufnahm. Nach dem Examen 1927 im Alter von nur 22 Jahren schloss er sein Studium 1931 mit der Promotion ab und erhielt noch im selben Jahr seine Zulassung als Rechtsanwalt. Danach war er zunächst als Richter tätig, bevor er 1939 auch die Zulassung als Steuerberater erhielt und sich mit eigener Kanzlei in Heidelberg niederließ.
Während der Herrschaft der Nationalsozialisten wurde er vom Reichssicherheitshauptamt als ein „Gegner des Staates“ eingestuft und gesucht.
1949 bis 1972 war er Vorstandsmitglied der Rechtsanwaltskammer Karlsruhe und war in dieser Funktion wesentlich am Aufbau einer unabhängigen Rechtspflege nach den Jahren der Nationalsozialistischen Herrschaft beteiligt. Von 1961 bis 1981 war er Vorsitzender des Heidelberger Anwaltsvereins.
Die von Paul Schlatter begründete Sozietät besteht noch immer und firmiert heute unter dem Namen Schlatter Rechtsanwälte. Sie ist an den Standorten Heidelberg und Mannheim vertreten.

## Wirkung als Sportförderer
Darüber hinaus war Schlatter als Sportförderer in Heidelberg aktiv. Er war nach dem Krieg Mitbegründer eines unabhängigen Vereinswesens in Heidelberg, das er zeit seines Lebens finanziell unterstützte. Unter anderem war er als Präsident des Tennisclubs Schwarz-Gelb Förderer von Boris Becker.

## Ehrungen
Für seine Verdienste wurde ihm 1979 das Bundesverdienstkreuz 1. Klasse verliehen. 1981 erhielt er das Verdienstkreuz der deutschen Anwaltschaft. 1984 verlieh ihm Stadt Heidelberg die Plakette der Stadt und es erfolgte die Aufnahme in die Heidelberger Ritterrunde.